# Coosada
Coosada es un pueblo ubicado en el condado de Elmore en el estado estadounidense de Alabama. En el censo de 2000, su población era de 1382. 

## Demografía
En el 2000 la renta per cápita promedia del hogar era de $ 39.405$ , y el ingreso promedio para una familia era de 44.118$. El ingreso per cápita para la localidad era de 16.219$. Los hombres tenían un ingreso per cápita de 30.444$ contra 22.411$ para las mujeres.

## Geografía
Coosada está situado en 32°30′15″N 86°20′3″O / 32.50417, -86.33417 (32.504197, -86.334120).
Según la Oficina del Censo de los EE. UU., la ciudad tiene un área total de 7.22 millas cuadradas (18.69 km ²).